# 七条信元
七条信元（しちじょう のぶはる、寛政4年（1792年）3月16日 - 明治2年（1869年）は、幕末の公卿。

## 官歴
- 寛政8年（1796年）：従五位下
- 享和元年（1801年）：従五位上、備中権介
- 文化2年（1805年）：正五位下
- 文化6年（1809年）：従四位下
- 文化10年（1813年）：従四位上
- 文化14年（1817年）：正四位下
- 文政6年（1823年）：左権少将
- 文政7年（1824年）：権中将
- 天保元年（1830年）：正三位
- 慶應3年（1867年）：従二位、参議

## 系譜
- 実父：樋口宜康
- 養父：七条信敬
- 子：七条信栄
- 子：七条信祖
- 子：七条寿賀子